# Bobbie Vaile
Roberta Anne 'Bobbie' Vaile (Junee, Australia, 25 de junio de 1959 – 13 de noviembre de 1996) fue una astrofísica australiana, y profesora de física en la Facultad de Ciencias Empresariales y Tecnología de la Universidad de Sídney Occidental Macarthur. Murió en 1996 tras batallar siete años contra un tumor cerebral inoperable.

## Biografía
Vaile nació en Junee, Nueva Gales del Sur. Atendió a la Universidad de Newcastle, Reino Unido, donde recibió su B.Sc. Ganó su Ph.D. en la Universidad de Nueva Gales del Sur con una tesis titulada "El Complejo Corona Australis" en 1989.
Participó en el Proyecto Fénix del SETI y contribuyó al establecimiento del Centro SETI en Australia, creado en la universidad de Sídney Occidental Macarthur en 1995.

## Distinciones
- Vaile ganó el premio de Comunicación de Ciencia Australiana "Unsung Hero of Australian Science" en 1995 por su trabajo en el desarrollo de métodos fáciles y agradables para enseñar ciencia.[4]
- Existe un jardín conmemorativo en la Universidad de Sídney Occidental dedicado a Bobbie desde 1999, y un parque en Camden, Nueva Gales del Sur (34°03′33″S 150°42′42″E / -34.05917, 150.71167 34°03′33″S 150°42′42″E / -34.05917, 150.71167).
- Un planeta menor, (6708) Bobbievaile, lleva también su nombre.[5]
- Miembro honorario de CSIRO por la Universidad de Occidental de Sídney.[6]

## Publicaciones
- A Search for Artificial Signals from the Small Magellanic Cloud - The Astronomical Journal 112, 164-166. Seth Shostak, Ron Ekers, Roberta Vaile, 1996. (Señalada como una de sus publicaciones más relevantes)
- The Corona Australis Complex - Smithsonian/NASA ADS, 1989.[7]